# Andrónico Briennio Leontaris
Andrónico Leontari Brienno fue un embajador bizantino que vivió en el siglo XV, probablemente murió entre el 29 y 30 de mayo de 1453.

## Biografía
En 1450 el emperador bizantino Constantino XI envió a Leontari Brienno como embajador a Italia, su misión era tratar de ayudar a persuadir al Papa para lanzar una nueva cruzada que podría salvar Constantinopla de los otomanos, y luego la dirigiría a Jerusalén.
Así Leontari entró en las ciudades italianas más poderosas de la época, pasando por Venecia, Ferrara y Roma. Pero la respuesta de los italianos fueron vagas promesas de ayuda, que pronto terminaron en el olvido.
El Papa Nicolás V prometió participar en la protección de Constantinopla, pero exigió como condición indispensable el restablecimiento del patriarca Gregorio III y acelerar el proceso de reunificación de las dos iglesias, algo difícil por la fuerte oposición de los nobles anti-unionistas y el pueblo. Leontari luego regresó a Constantinopla para informar al emperador.
En 1453, el emperador Constantino XI nombró a Leontari Brienno, y Fabruzzi Corner (un veneciano) comandantes de la defensa del puerto de Charisios. Leontari Brienno probablemente murió entre el 29 y 30 de mayo de 1453, en la defensa de Constantinopla.